# Rudolph Garrigue
Rudolph Pierre Garrigue (22. února 1822 – 28. září 1891) byl německo-americký knihkupec a ředitel hlavní pojišťovací společnosti Germania. Byl to otec Charlotte Garrigue, manželky prvního československého prezidenta Tomáše Garrigue Masaryka.

## Život
Rudolph Garrique byl jedním ze synů obchodníka Jacquese Louise Garrigue (1789–1854), který pocházel z Německa a žil v Kodani, a jeho manželky Cecile Olivie Duntzfeltové (1798–1863), dcery dánského obchodníka Christiana Vilhelma Duntzfelta (1763–1809) a vnučka z matčiny strany nizozemského obchodníka Frédérica de Conincka (1740–1811). Německo-americký lékař Henry Jacques Garrigues (1831–1912) byl jeho bratr a zpěvačka Malvina Schnorr von Carolsfeld, byla jeho sestřenice.
Garrigue se vyučil jako knihkupec v knihkupectví Herold & Wahlstabschen v Lüneburgu. Zde se seznámil se svým budoucím švagrem a obchodním partnerem v New Yorku Friedrichem Wilhelmem Christernem (1816–1891). Ve 40. letech 19. století se stal zaměstnancem nakladatelství F. A. Brockhaus v Lipsku, kde byl vybrán k prozkoumání severoamerického knižního trhu a perspektivám místní expanze fúze německých nakladatelství. Jeho první cesta do USA v roce 1845 ho zavedla na jih a západ. V Německu po jeho návratu v roce 1846 ambiciózní společný projekt skončil, protože nebyl upsán dostatek akcií.
V roce 1847 znovu odcestoval do USA a v New Yorku a založil německé knihkupectví Rudolpha Garrigue. V roce 1852 přijal svého přítele z dětství, kolegu a nyní švagra Wilhelma Christerna, který emigroval do USA v roce 1850 si také založil vlastní knihkupectví. Garrigueův plán využít anglické vydání Brockhausova obrazového atlasu k přesunu z obchodu se smíšeným zbožím do nakladatelství v Severní Americe byl zmařen v roce 1854 velkým požárem, při kterém byly zničeny všechny přípravné práce a tiskové desky. Ve frustraci nechal knihkupectví v New Yorku zcela na svém švagrovi, který v něm pokračoval až do své smrti pod společností F. W. Christern.
Garrigue byl aktivním členem Německé společnosti města New York jménem Germania a byl jejím prezidentem v letech 1854 až 1856 jako nástupce Gustava Schwaba. Poté byl jedním ze spoluzakladatelů požární pojišťovny „Germania“ a od roku 1859 jejím tajemníkem, 1864 viceprezidentem a od roku 1866 až do své smrti prezidentem této velké pojišťovací společnosti.